# هاري دالتون
هاري دالتون (بالإنجليزية: Harry Dalton)‏ هو عسكري أمريكي، ولد في 23 أغسطس 1928 في ويست سبرينغفيلد في الولايات المتحدة، وتوفي في 23 أكتوبر 2005 بسبب مرض باركنسون.

## وصلات خارجية
- هاري دالتون على موقع جمعية أبحاث البيسبول الأمريكية (الإنجليزية)